# Lech dl Dragon
Le Lech dl Dragon (Drachensee en allemand) est un lac proglaciaire situé dans les Dolomites, dans le Tyrol du Sud.

## Géographie
Le lac est situé à 2 677 m et est créé périodiquement par la fonte d'un glacier, menacé d'extinction, dissimulé sous des débris de dolomie provenant des cimes en amont. 
Le lac a disparu dans les années 70 pour réapparaître vers 2002 puis a disparu de nouveau en 2007. Au cours des dernières années, il est réapparu, bien que ses dimensions soient réduites. 

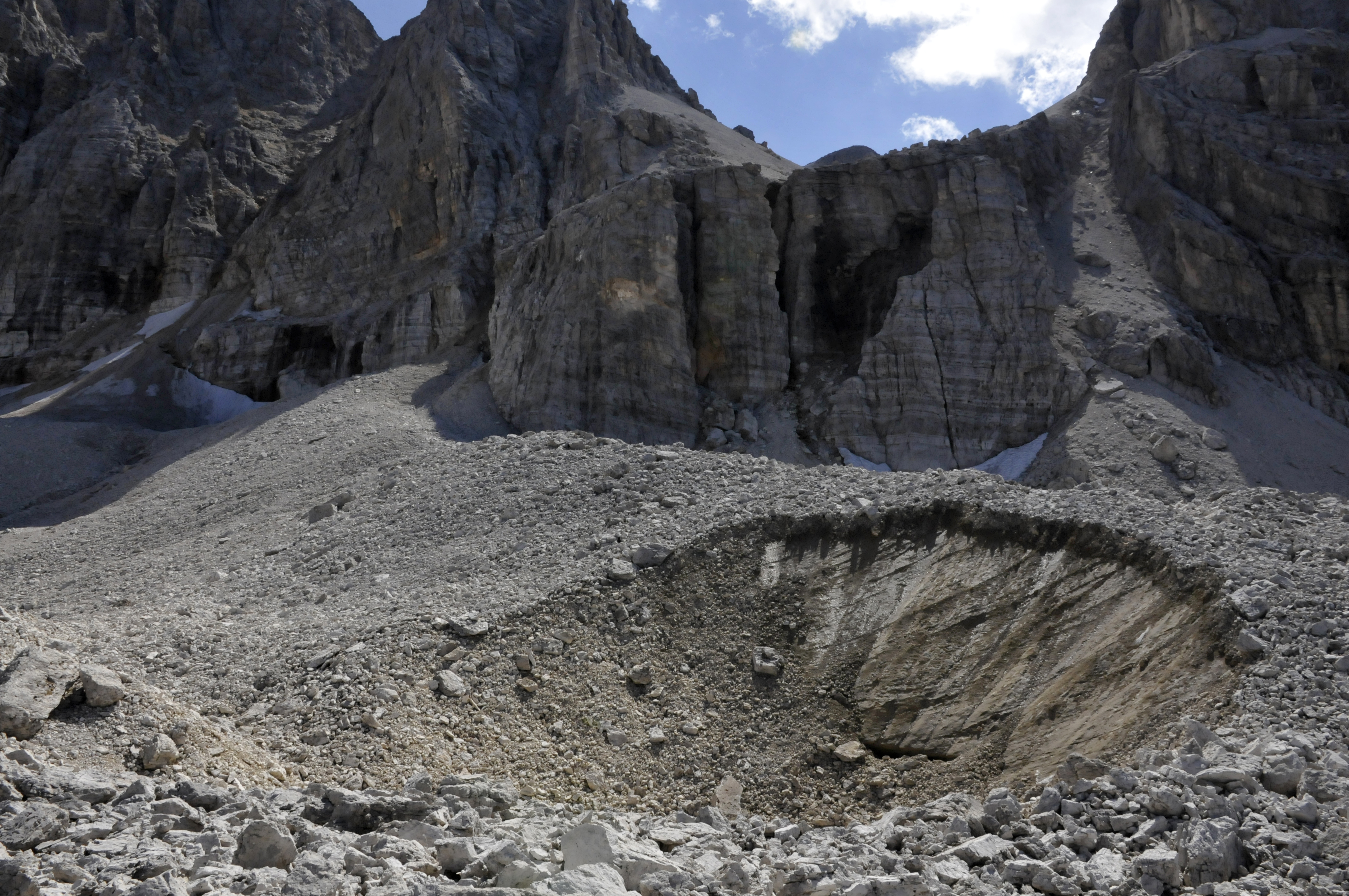
Le cratère photographié à l'été 2011 pourrait expliquer la formation du lac.

## Légende
Le nom du lac provient des légendes des habitants de val Gardena qui ont entendu à Selva, au col Gardena et même à l'Alpe del Mastlè, les cris d'un prétendu dragon qui s'est logé dans le lac. Ces légendes ont été rassemblées et publiées par Giovanni Alton dans un texte en langue ladine, avec la traduction italienne. 

## Accès
Du col Gardena, il faut suivre le sentier 666 qui monte dans le val Setùs. En une heure et demie, la corniche principale près du refuge de Cavazza al Pisciadù est atteinte ; il faut alors tourner vers le sud-ouest et suivre un chemin accidenté (en raison de la présence de nombreux rochers), en direction de la vallée des Camosci, pendant environ 40 minutes. 

## Galerie

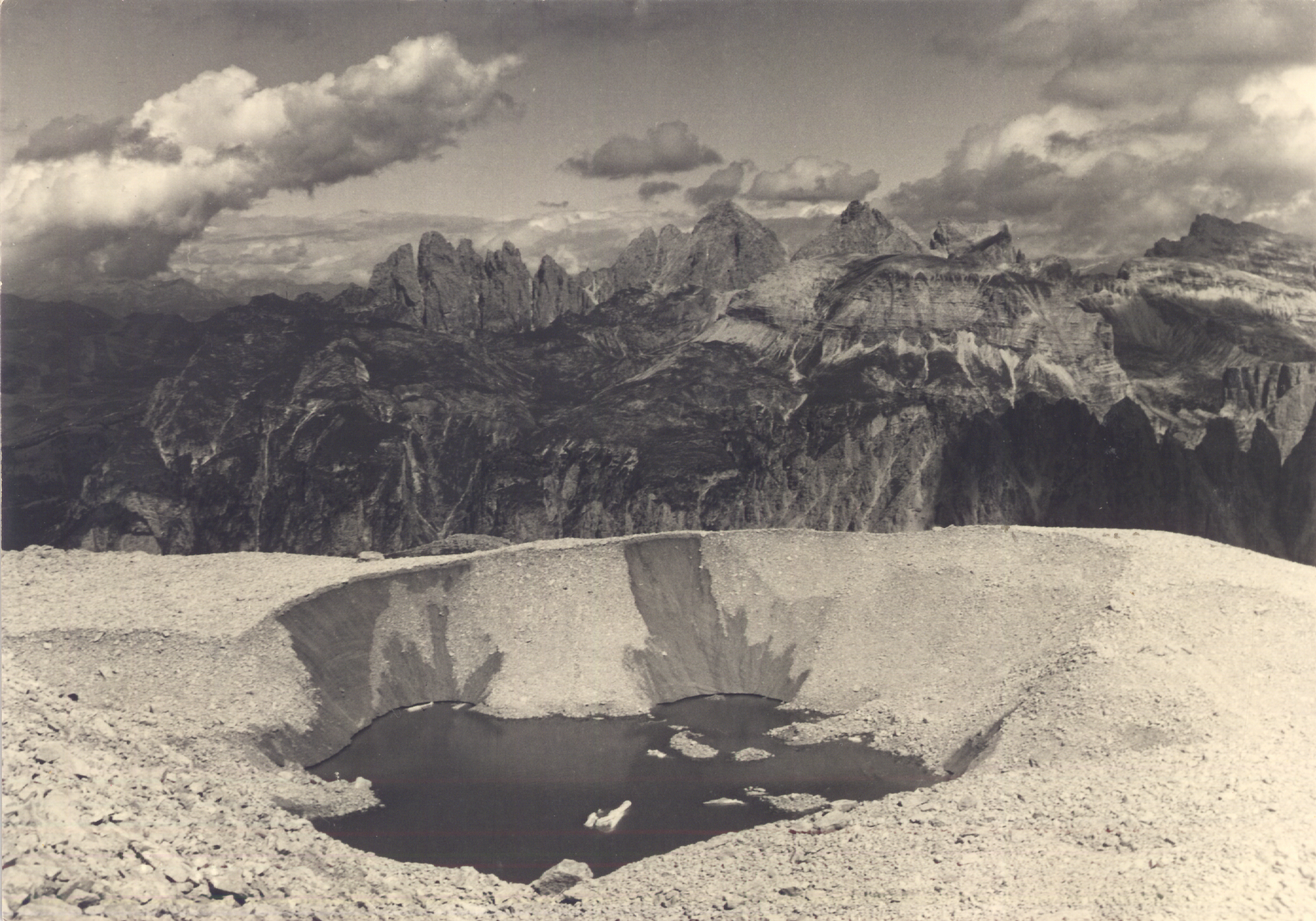
Aperçu en 1956 vers l'ouest.
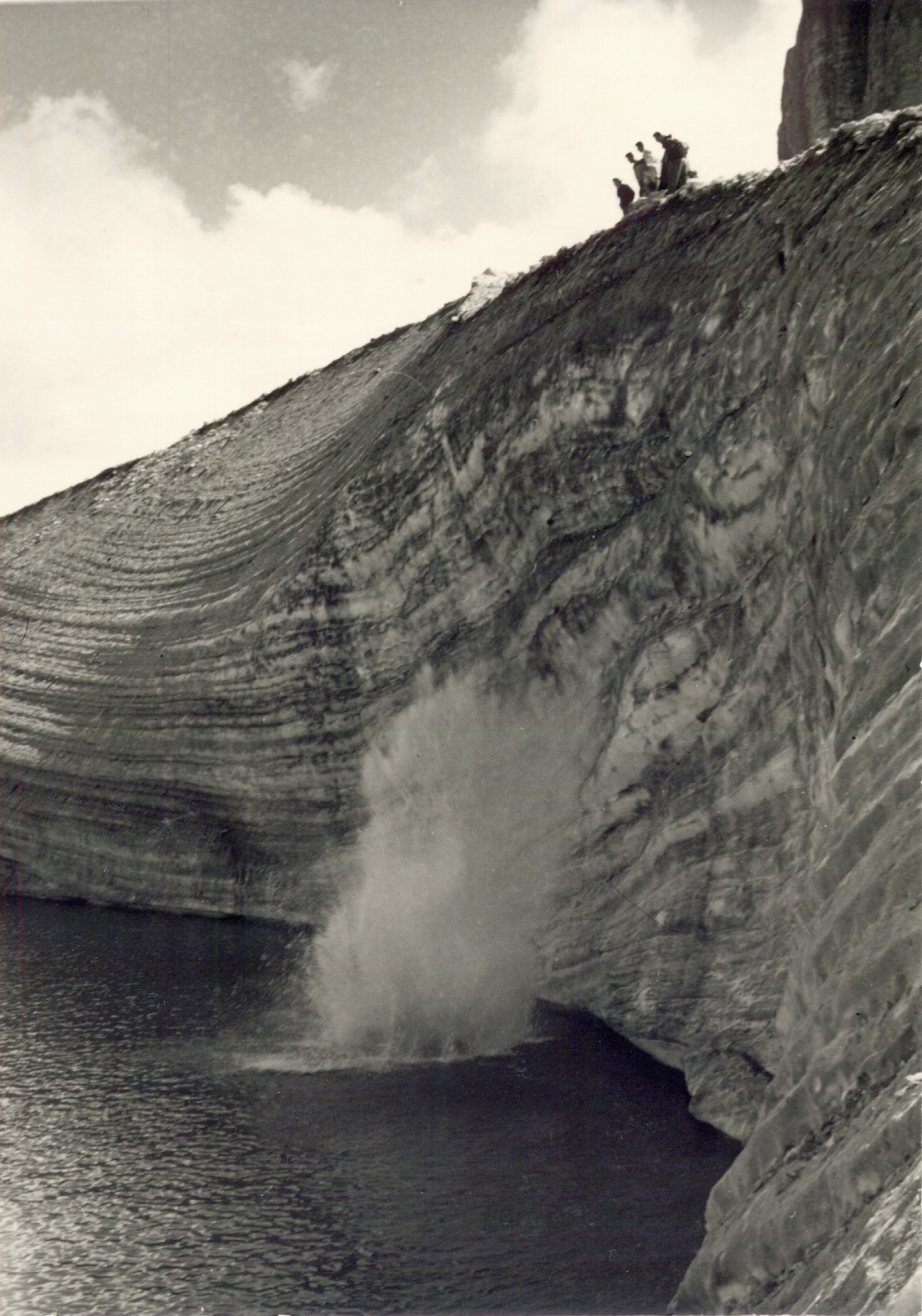
Mur de glace est en 1956.
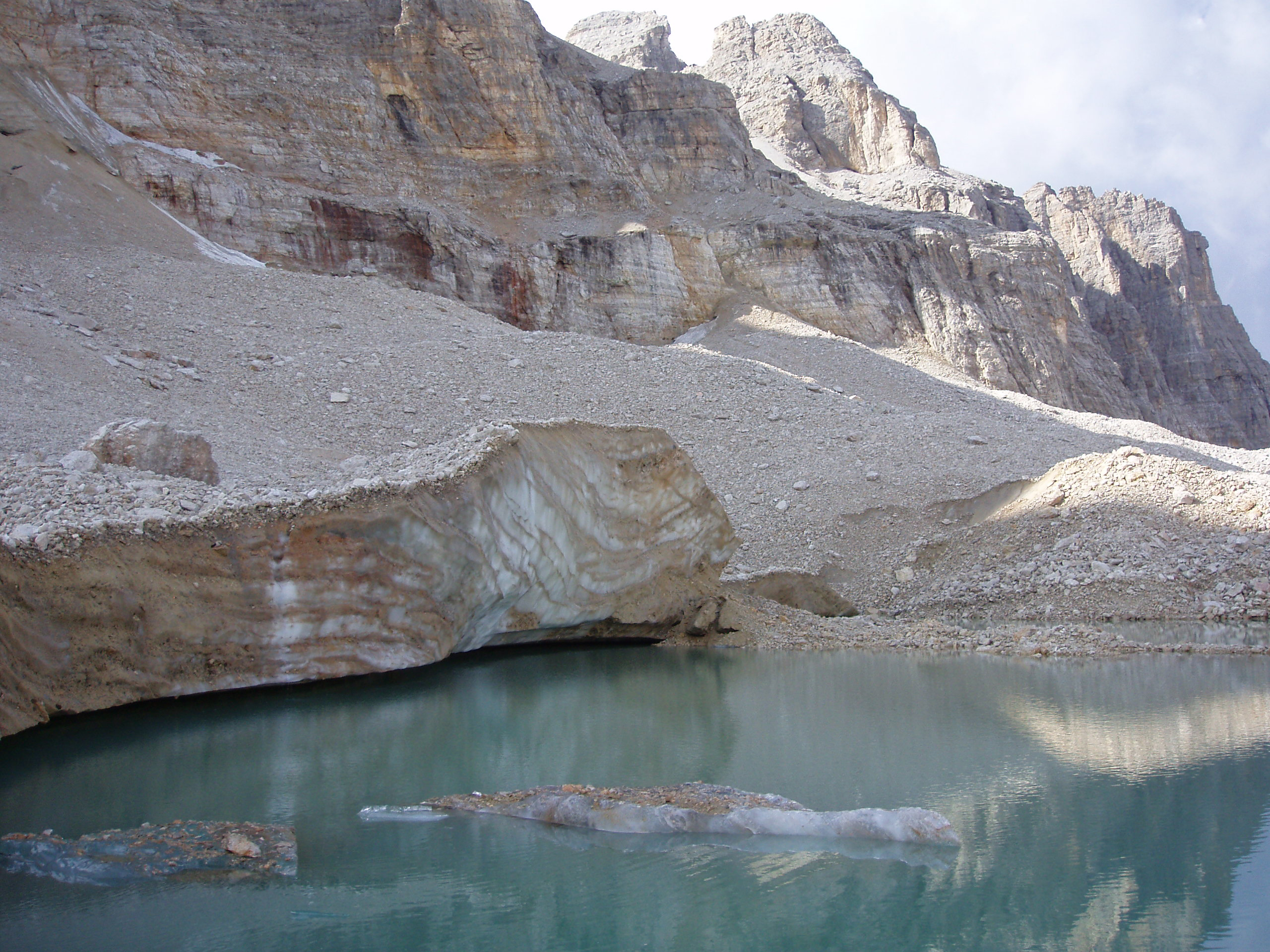
Le lac en 2005.
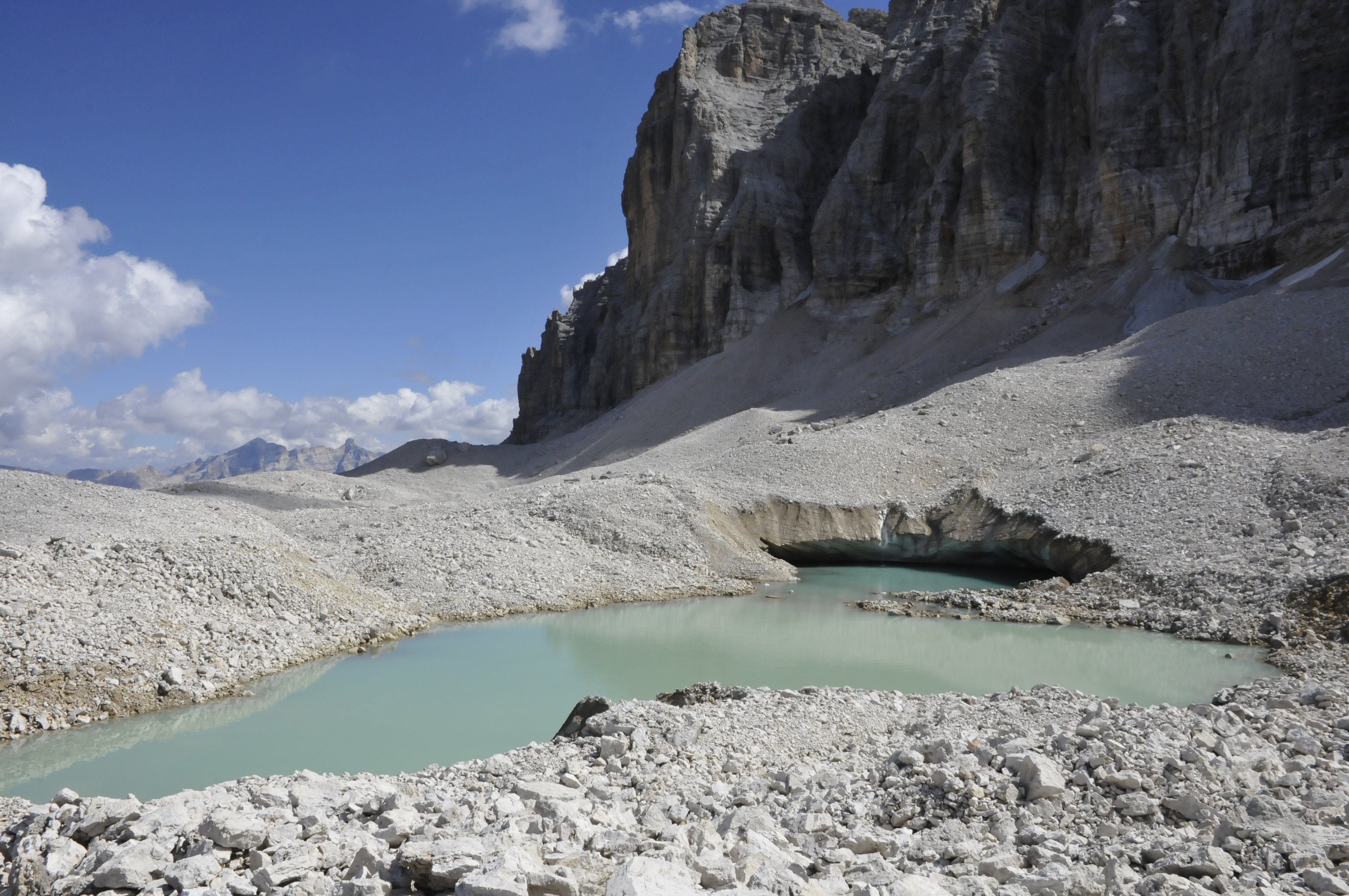
Le lac en 2011.
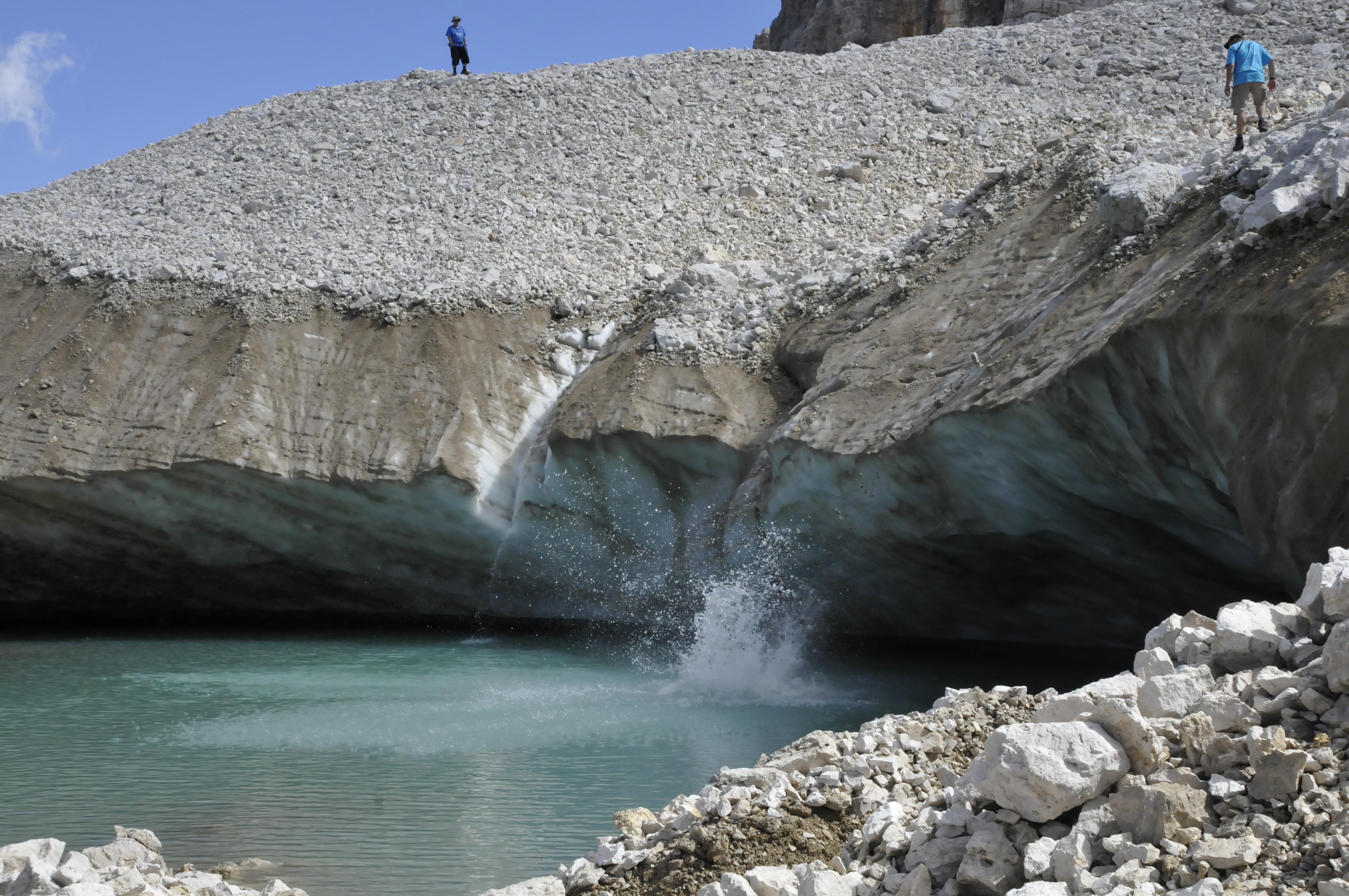
La mur de glace est en 2011.
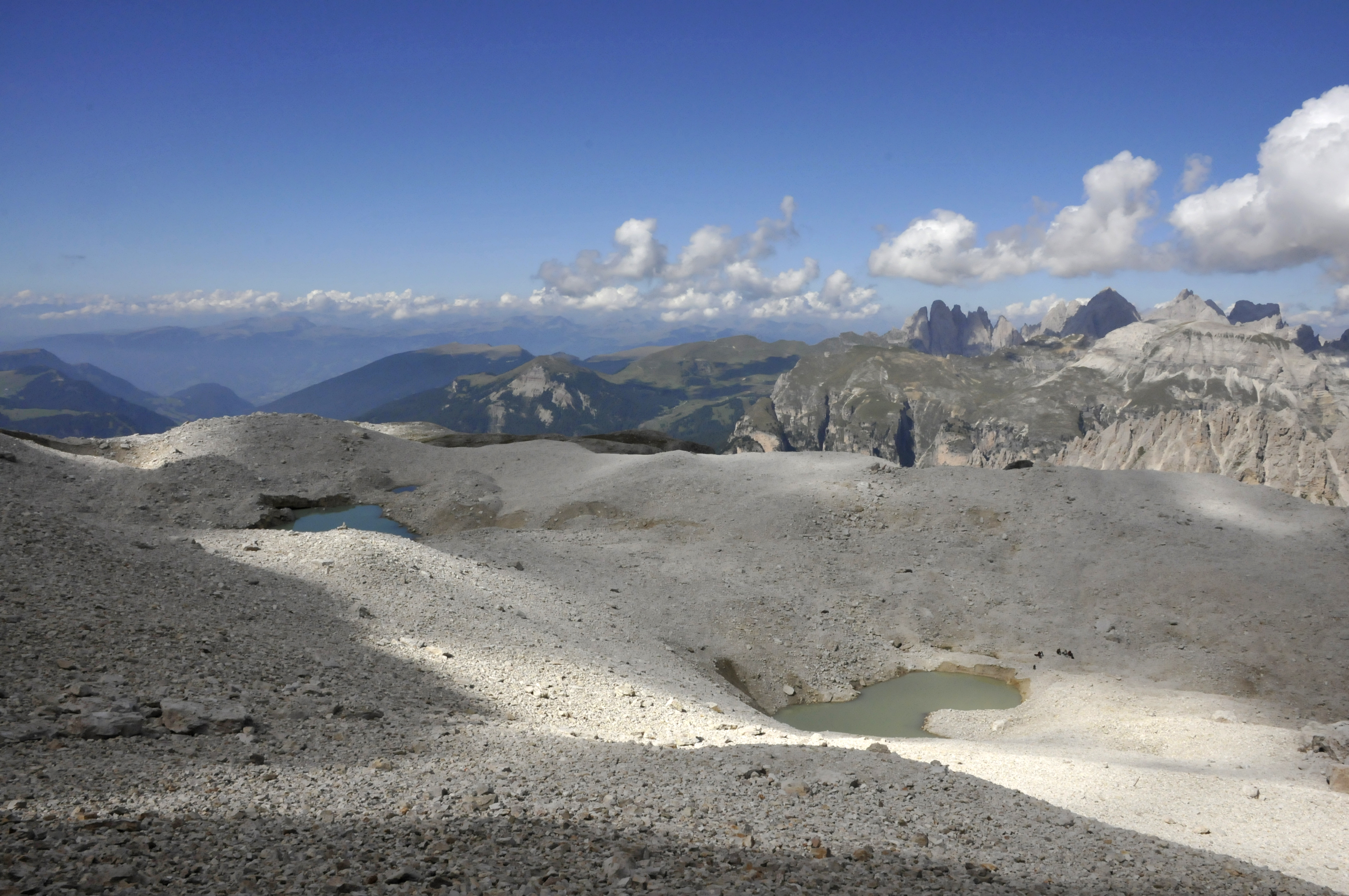
Vue panoramique en 2011.